# Borgvik, Gotland

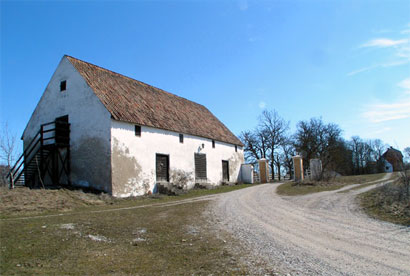
Magasinet

Borgvik är en kalkpatrongård i Katthammarsvik på Östergarnslandet på Gotland.
Borgvik går tillbaka till 1500-talet, men det äldsta existerande huset är det gamla packhuset från 1600-talet, som nu inhyser ett kalkbruksmuseum. Det finns ett herrskapsdass från 1700-talet med sju sittplatser, där kalkpatronen bjöd sina gäster på punschbål.